# 정수인 (태권도 선수)
정수인(중국어 간체자: 郑姝音, 정체자: 鄭姝音, 병음: Zhèng Shūyīn, 한자음: 정주음, 1994년 5월 1일 ~ )은 중화인민공화국의 태권도 선수이다. 2016년 하계 올림픽에 참여하였으며 여자 +67kg급 종목에서 금메달을 획득하였다. 이는 2004년에 천중 선수가 금메달을 획득한 이후로 12년만이다. 2019년 선수권 대회에도 참가하여 은메달을 획득하였다.

## 경력
2019년 선수권 대회에 정수인은 결승전에서 영국의 비앙카 워크든과 경기를 하였고 20-10으로 앞서가고 있었다. 하지만 종료 48초 이전에 심판은 정수인이 반칙을 10차례 범했다며 반칙패를 선언했다. 이에 정수인은 워크든이 계속해서 자신을 매트로 밀치며 생긴 반칙이며 오히려 원인을 제공한 워크든의 반칙이라 주장하였고 워크든은 이를 부인하였다. 이후 시상식에서 정수인은 쓰러져 통곡했다.

## 같이 보기
- 올림픽 태권도 메달리스트 목록